# Дучман, Гандрий
Га́ндрий Ду́чман, немецкий вариант — Андреас Дойчманн, псевдоним — Вольши́нский (в.-луж. Handrij Dučman, Wólšinski, нем. Andreas Deutschmann, 27 февраля 1836 года, деревня Бозанкецы, Лужица, Германия — 4 апреля 1909 год, Дрезден, Германия) — католический священник, серболужицкий драматург, писатель и поэт. Писал на верхнелужицком языке. Старший брат лужицкого общественного деятеля и врача Петра Дучмана.

## Биография
Родился 27 февраля 1836 года в серболужицкой деревне Безанкецы в крестьянской семье. Окончив среднюю школу в Будишине, поступил в 1849 году в гимназию и затем — в 1850 году в новообразованное Серболужицкое педагогическое училище. С 1851 года по 1860 год обучался в Лужицкой семинарии в Праге. В 1853 году вступил в серболужицкое культурно-просветительскую организацию «Матица сербская». Обучался также в пражской Малостранской гимназии. Будучи студентом в Праге, с 1858 года по 1860 год был руководителем серболужицкого студенческого общества «Сербовка». В 1860—1861 года обучался в архиепископской семинарии в Кёльне. В 1861 году возвратился на родину и 16 августа 1861 года был рукоположён в священника. С 21 октября 1861 года служил викарием в католическом приходе в Радиборе и с марта по сентябрь 1865 года — администратором в Вотрове, затем возвратился в Радибор. В 1875 году был назначен настоятелем. С 1884 года был настоятелем в различных католических приходах в Северной Чехии. С 1886 года был настоятелем в Липске. В 1903 году по болезни вышел на пенсию и проживал до своей смерти в Дрездене.

## Литературное творчество
С 1856 года публиковал свои произведения под псевдонимом Вольшинский (Wólšinski) в различных серболужицких периодических изданиях и особенно — в католическом журнале «Katolski Posoł», газете «Serbske Nowiny» и научном издании «Časopis Maćicy Serbskeje».
.
Сочинения
- Pěseń wo zwonu, поэма, 1859;
- Pismowstwo katholskich Serbow, драма, 1869;
- Othilia, abó Slepa holcžka, 1873
- Wodźan, 1896.
- Złote hrody abo Hans Klepotar na dań njese, 1897.